# CF México
Der Club de Fútbol México, oder kurz CF México, war ein mexikanischer Fußballverein, der 1910 gegründet und 1934 aufgelöst wurde. Der unter der Mitwirkung von Jorge Gómez De Parada kreierte Club galt als erster einheimischer Verein einer bis dahin von fremden Nationalitäten bestimmten Liga. Er wurde einmal Meister und zweimal Pokalsieger von Mexiko. Als Heimspielstätte diente ihm der Sportplatz des Mexico Country Club in San Pedro de los Pinos, einem damals noch rechtlich selbständigen Vorort von Mexiko-Stadt.

## Geschichte

Schwarz-weiß Skizze des – im Original vermutlich in den Farben rot und grün (auf weißem Grund) gehaltenen – Vereinswappens nach der Abbildung eines Spielertrikots auf S. 83 des Buches Balón a tierra von Javier Bañuelos Rentería (Editorial Clío, Mexico 1998, ISBN 970-663-022-8). Gemäß Erklärung auf S. 85 desselben Buches stammt das Foto aus der Zeit zwischen 1915 und 1918.

Während der ersten acht Jahre war die 1902/03 eingeführte Primera Fuerza, die Fußballmeisterschaft auf Amateurbasis in Mexiko, eine rein britische Angelegenheit. In dieser Zeit nahmen nämlich nur Mannschaften am Spielbetrieb teil, die von Engländern bzw. – wie im Fall des nur die ersten zwei Jahre mitspielenden Orizaba Athletic Club – mehrheitlich von Schotten gegründet wurde. Immerhin wirkten zumindest beim Pachuca AC schon bald immer mehr mexikanische Spieler mit, die seit 1915 auch die Mehrheit stellten. Dennoch galt der Pachuca AC aus dem Bundesstaat Hidalgo in der Anfangszeit als englischer Verein und außerdem kam die Tatsache hinzu, dass der Fußball im Herzen des Landes, in Mexiko-Stadt, in den ersten Jahren seit Einführung der Primera Fuerza eine rein englische Angelegenheit war. Denn aus der Hauptstadt haben bis dahin nur die englischen Mannschaften vom Reforma Club, dem in Auflösung begriffenen British FC und dem bereits 1908 zurückgezogenen Mexico Cricket Club mitgewirkt. Zwischen 1910 und 1912 entwickelte ein Teil der Spanisch sprechenden Bevölkerung den Ehrgeiz, ebenfalls um die mexikanische Landesmeisterschaft mitwirken zu wollen. Dieses Vorhaben mündete 1910 bei der einheimischen Bevölkerung in der Gründung des Club de Fútbol México und 1912 bei der spanischen Kolonie in der Gründung des Club España. Dessen Gründungsmitglied Francisco Arias hatte vorher beim CF México gespielt.
Ziel der Gründung des Club de Fútbol México war, dass eine vorwiegend aus Mexikanern bestehende Mannschaft in einer bisher von ausländischen Immigranten bestimmten Liga die Einheimischen repräsentiert. Nachdem der Verein bei der ersten Teilnahme an einem Meisterschaftsturnier in der Saison 1910/11 nur den letzten Platz belegt hatte, zog er die Mannschaft aus der Liga zurück, um ein Jahr später mit einer um
einige ausgewählte englische Spieler verstärkten Mannschaft zurückzukehren. Tatsächlich hatte der Verein die scheinbar richtige Mischung von einheimischen und englischen Spielern gefunden, denn er gewann in seiner ersten Spielzeit 1912/13 auf Anhieb die Meisterschaft.
Der Umstand, dass viele der in Mexiko beruflich tätigen Engländer Einberufungsbescheide für die britische Armee erhielten, um im Ersten Weltkrieg zu kämpfen, führte zu einem Aderlass der britischen Vereine, von dem auch der CF México betroffen war. Ein Verlust, den der Verein nie kompensieren konnte, auch wenn es ihm gelang, ungemein wichtige und äußerst populäre einheimische Spieler an sich zu binden. Der vielleicht schillerndste dieser Spieler war ihr Torhüter Cirilo Roa, der das Spielfeld regelmäßig mit einem Krug Pulque betrat, den er während des Spiels zu trinken pflegte.
Doch entwickelte die Mannschaft sich gleichzeitig – auch durch einige Unbeherrschtheiten ihres extrovertierten Torstehers – zur Skandaltruppe, die nicht nur durch ihren Namen und ihre roten Trikots auffiel, sondern vor allem durch die Tatsache, dass sie immer wieder Tumulte auf dem Rasen entfachte. Durch diese Auftritte aber verlor die Mannschaft die Zuneigung und Unterstützung der Menschen in den ärmeren Vierteln der Stadt.
Doch zunächst hatte das respektlose Auftreten der Spieler die Zuschauer eher zur Nachahmung angestachelt. So kam es im Mai 1917 bei einem Spiel zwischen México und España zu einer der ersten Massenausschreitungen. Der „rote Pöbel von México“ wurde während der gesamten Spieldauer nicht müde, die gegnerischen Fans aufs Äußerste zu beleidigen, worauf die Spanier mit „muera México“ (Mexiko verrecke) antworteten. Darauf begannen die „Roten“ (die Fans vom Club México, dessen Team traditionell in roten Trikots auflief), die Spanier mit Steinen zu bewerfen. Einige schlugen sogar mit Holzlatten auf die Spanier ein und darüber hinaus waren vereinzelt Schüsse zu hören. Als der „rote Mob“ seinen Gegner vollends in Bedrängung gebracht hatte, griff berittene Polizei ein und trieb die Menge mit vorgehaltenen Säbeln auseinander. In jenen Tagen ging es auf Mexikos Fußballfeldern wahrlich heiß her.
Nachdem der Verein 1916 immerhin noch einmal Vizemeister geworden war und in den Jahren 1914 und 1921 den einheimischen Pokalwettbewerb gewonnen hatte, fiel er immer mehr in die Bedeutungslosigkeit zurück. Weil außerdem inzwischen weitere einheimische Teams gegründet worden waren – wie zum Beispiel der Club América, der 1917/18 die erste nur aus Mexikanern bestehende Mannschaft ins Rennen schickte und die Meisterschaft zwischen 1925 und 1928 viermal in Serie gewann, aber auch der CF Atlante und Necaxa, die beide in den 1930er Jahren zu Meisterehren kamen –, konnte der sportlich zurückgefallene und im Volk weniger verwurzelte CF México mit seiner elitären Herkunft kaum noch Zuschauer mobilisieren. Daher zog er seine Mannschaft zum Saisonende 1933/34 vom Spielbetrieb zurück.

### Meistermannschaft
Die Meistermannschaft der Saison 1912/13 bestand aus folgenden Spielern: Bartolomé Vargas Lugo, Sabino Morales, George Griffen, Albert Smith, Carlos Miranda, Diez Vivanco, Carlos Troncoso, Carlos Elguero, Peter Little, Jorge Gómez De Parada, Abigail Quiroz, Serafín Cerón. (Meistertrainer war der Vereinsgründer Antonio Sierra)